# 天城れいん
天城 れいん（あましろ れいん、10月20日 - ）は、宝塚歌劇団花組に所属する男役スター。
長野県長野市、市立犀陵中学校出身。身長172cm。愛称は「れいん」、「あまね」。

## 来歴
2016年、宝塚音楽学校入学。
2018年、音楽学校卒業後、宝塚歌劇団に104期生として入団。入団時の成績は13番。星組公演「ANOTHER WORLD／Killer Rouge」で初舞台。その後、花組に配属。
2023年の「鴛鴦歌合戦」で新人公演初主演。
2024年、柚香光・星風まどかトップコンビ退団公演となる「アルカンシェル」で、2度目の新人公演主演。

## 主な舞台

### 初舞台
- 2018年4 - 6月、星組『ANOTHER WORLD』『Killer Rouge（キラー ルージュ）』（宝塚大劇場のみ）

### 花組時代
- 2018年7 - 10月、『MESSIAH（メサイア）-異聞・天草四郎-』『BEAUTIFUL GARDEN-百花繚乱-』
- 2018年11 - 12月、『メランコリック・ジゴロ』 - クロード『EXCITER!!2018』（全国ツアー）
- 2019年2 - 4月、『CASANOVA』 - 新人公演：ロベルト（本役：紅羽真希）
- 2019年6月、『恋スルARENA』（横浜アリーナ）
- 2019年8 - 11月、『A Fairy Tale -青い薔薇の精-』 - 新人公演：白い薔薇の精（本役：聖乃あすか）『シャルム!』
- 2020年1月、『マスカレード・ホテル』（ドラマシティ・日本青年館） - 川本
- 2020年7 - 11月、『はいからさんが通る』[注釈 2]
- 2021年1 - 2月、『NICE WORK IF YOU CAN GET IT』（東京国際フォーラム・梅田芸術劇場） - ジャスティン
- 2021年4 - 7月、『アウグストゥス-尊厳ある者-』『Cool Beast!!』[注釈 2]
- 2021年8 - 9月、『哀しみのコルドバ』 - マリオ『Cool Beast!!』（全国ツアー）
- 2021年11 - 12月、『元禄バロックロック』 - キンエモン、新人公演：タクミノカミ／ダイガク（本役：聖乃あすか）『The Fascination（ザ ファシネイション）!』（宝塚大劇場）
- 2022年1 - 2月、『元禄バロックロック』 - キンエモン『The Fascination（ザ ファシネイション）!』（東京宝塚劇場）
- 2022年3 - 4月、『TOP HAT』（梅田芸術劇場） - ダン／パオロ
- 2022年6 - 7月、『巡礼の年〜リスト・フェレンツ、魂の彷徨〜』 - 新人公演：エクトル・ベルリオーズ（本役：希波らいと）『Fashionable Empire』（宝塚大劇場）
- 2022年8 - 9月、『巡礼の年〜リスト・フェレンツ、魂の彷徨〜』『Fashionable Empire』（東京宝塚劇場）
- 2022年10 - 11月、『殉情（じゅんじょう）』（バウホール） - 千吉
- 2023年1月、『うたかたの恋』 - ハムレット『ENCHANTEMENT（アンシャントマン）-華麗なる香水（パルファン）-』（宝塚大劇場）
- 2023年2 - 3月、『うたかたの恋』 - ハムレット、新人公演：ジャン・サルヴァドル（本役：水美舞斗）『ENCHANTEMENT（アンシャントマン）-華麗なる香水（パルファン）-』（東京宝塚劇場）
- 2023年4 - 5月、『二人だけの戦場』（梅田芸術劇場・東京建物 Brillia HALL） - ダルトン
- 2023年7 - 10月、『鴛鴦歌合戦（おしどりうたがっせん）』 - 三吉、新人公演：浅井礼三郎（本役：柚香光）『GRAND MIRAGE!』 新人公演初主演[4][3]
- 2023年11 - 12月、『BE SHINING!!』（昭和女子大学人見記念講堂・神戸国際会館）
- 2024年2 - 3月、『アルカンシェル』（宝塚大劇場） - クラウス[注釈 1]
- 2024年4 - 5月、『アルカンシェル』（東京宝塚劇場） - クラウス、新人公演：マルセル・ドーラン（本役：柚香光） 新人公演主演[5]
- 2024年7 - 8月、『ドン・ジュアン』（御園座） - ラファエル[6]
- 2024年9 - 2025年1月、『エンジェリックライ』 - ファビオ、新人公演：天帝（本役：紫門ゆりや） 『Jubilee（ジュビリー）』
- 2025年3月、『マジシャンの憂鬱』 - レオー『Jubilee』（博多座）
- 2025年6 - 9月、『悪魔城ドラキュラ／愛, Love Revue!』 - コウモリA
- 2025年11 - 12月、『DEAN』（ドラマシティ・日本青年館ホール）

## 出演イベント
- 2019年12月、タカラヅカスペシャル2019『Beautiful Harmony』[注釈 3]